# Jamné nad Orlicí
Jamné nad Orlicí (německy Jamnei an der Adler) je obec v okrese Ústí nad Orlicí v Pardubickém kraji. Žije zde 703 obyvatel.

## Název
Jméno obce mělo podobu Jamná, Jamný a Jamné. Až výnosem ministerstva vnitra byl dne 23. února 1922 určen název Jamné nad Orlicí.

## Historie
První písemná zmínka o Jamném a jeho kostele pochází z roku 1336. V roce 1358 patřilo zdejší panství litomyšlskému biskupství. Ve zmatcích husitských válek se majitelé několikrát změnili. Po roce 1521 patřilo okolí rodu pánů z z Pernštejna. Dne 7. července 1622 koupil panství Lanškrounské a Lanšperské Karel z Lichtenštejna. Lichtenštejnům patřilo panství až do vzniku samostatné republiky v roce 1918.
V roce 1807 si vystavěla obec první školu. Když byla její kapacita překročena, bylo započato se stavbou školy nové, ta byla dokončena v roce 1862. V roce 1883 byl dostavěn a vysvěcen katolický kostel Nejsvětější Trojice. V roce 1904 se zde narodil a v roce 1910 nastoupil do místní školy František Filip, který se narodil bez rukou. Přesto dokázal díky pochopení a pomoci svého okolí své postižení překonat. Svůj životní osud literárně zpracoval v několika knížkách. Od 6. června 1914 je v obci poštovní úřad. Od 10. října 1928 zaveden do poloviny obce vodovod (zbytek obce od jara následujícího roku). Dne 20. února 1929 byl zaveden elektrický proud. Od 1. prosince 1934 byla povolena železniční zastávka na trati Letohrad - Lichkov. V současnosti obstarávají dopravní spojení s okolím hlavně autobusové spoje.
Tradiční místní výroba kartáčových dřev a vařeček byla v padesátých letech soustředěna do družstva Dřevo, v roce 1961 přejmenovaném na Dřevotvar Jablonné na Orlicí, které vystavělo v roce 1966 v Jamném nový moderní závod na výrobu vařeček, kopistů, obraceček a dalšího dřevěného kuchyňského náčiní, jenž je nyní největším producentem tohoto sortimentu v Česku. Jeho roční produkce vařeček převyšuje milion kusů. Nemalá část jeho výroby, na níž se podílí čtyřicítka zaměstnanců, míří i na vývoz, a to především do zemí EU, zejména pak do Velké Británie, ale i do Spolkové republiky Německo a do skandinávských zemí.

## Obyvatelstvo
| Rok            | 1869  | 1880  | 1890  | 1900  | 1910  | 1921  | 1930  | 1950 | 1961 | 1970 | 1980 | 1991 | 2001 | 2011 | 2021 |
| -------------- | ----- | ----- | ----- | ----- | ----- | ----- | ----- | ---- | ---- | ---- | ---- | ---- | ---- | ---- | ---- |
| Počet obyvatel | 1 501 | 1 555 | 1 757 | 1 605 | 1 468 | 1 331 | 1 237 | 764  | 794  | 720  | 738  | 678  | 721  | 675  | 691  |
| Počet domů     | 211   | 220   | 223   | 229   | 236   | 247   | 270   | 263  | 226  | 201  | 205  | 249  | 259  | 280  | 283  |

## Obecní správa

### Obecní symboly
Znak a vlajka byly obci uděleny rozhodnutím předsedy Poslanecké sněmovny Parlamentu České republiky dne 12. dubna 1994.

## Významní rodáci
- František Filip (1904–1957), tělesně postižený spisovatel, známý též pod přezdívkou „Bezruký Frantík“
- Dominik Filip (1826-1902), římskokatolický kněz, zakladatel podpůrného spolku nemocných kněží a apoštolský protonotář, prelát v Meránu. Zasloužil se o vybudování kostela Nejsvětější Trojice, fary a hřbitova v Jamném nad Orlicí. Díky jeho dobročinnosti se mohly pořídit věžní hodiny a postranní oltáře.

## Přírodní památky
- Klen v Jamném
- Tis v Jamném

## Galerie

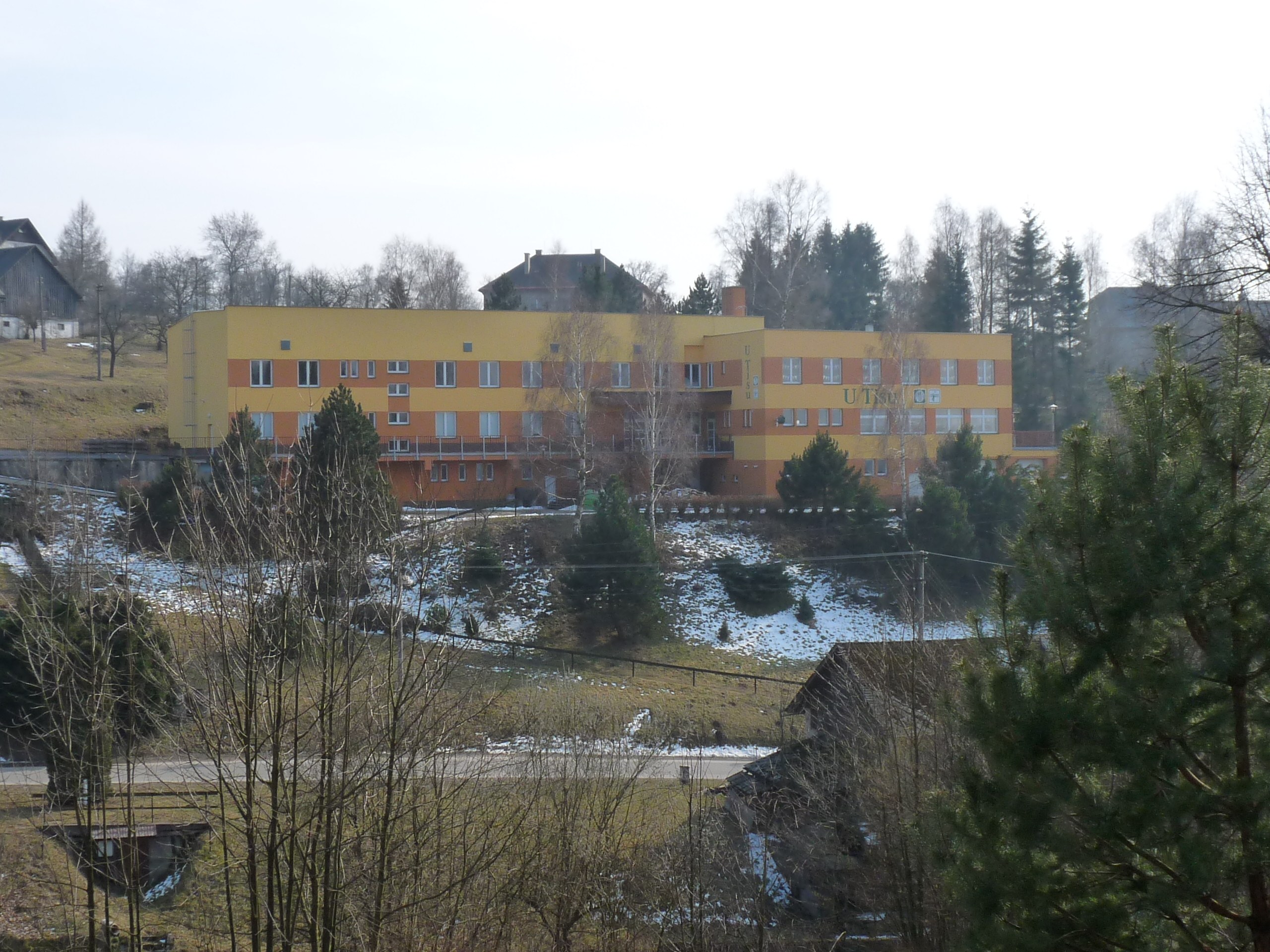
Restaurace
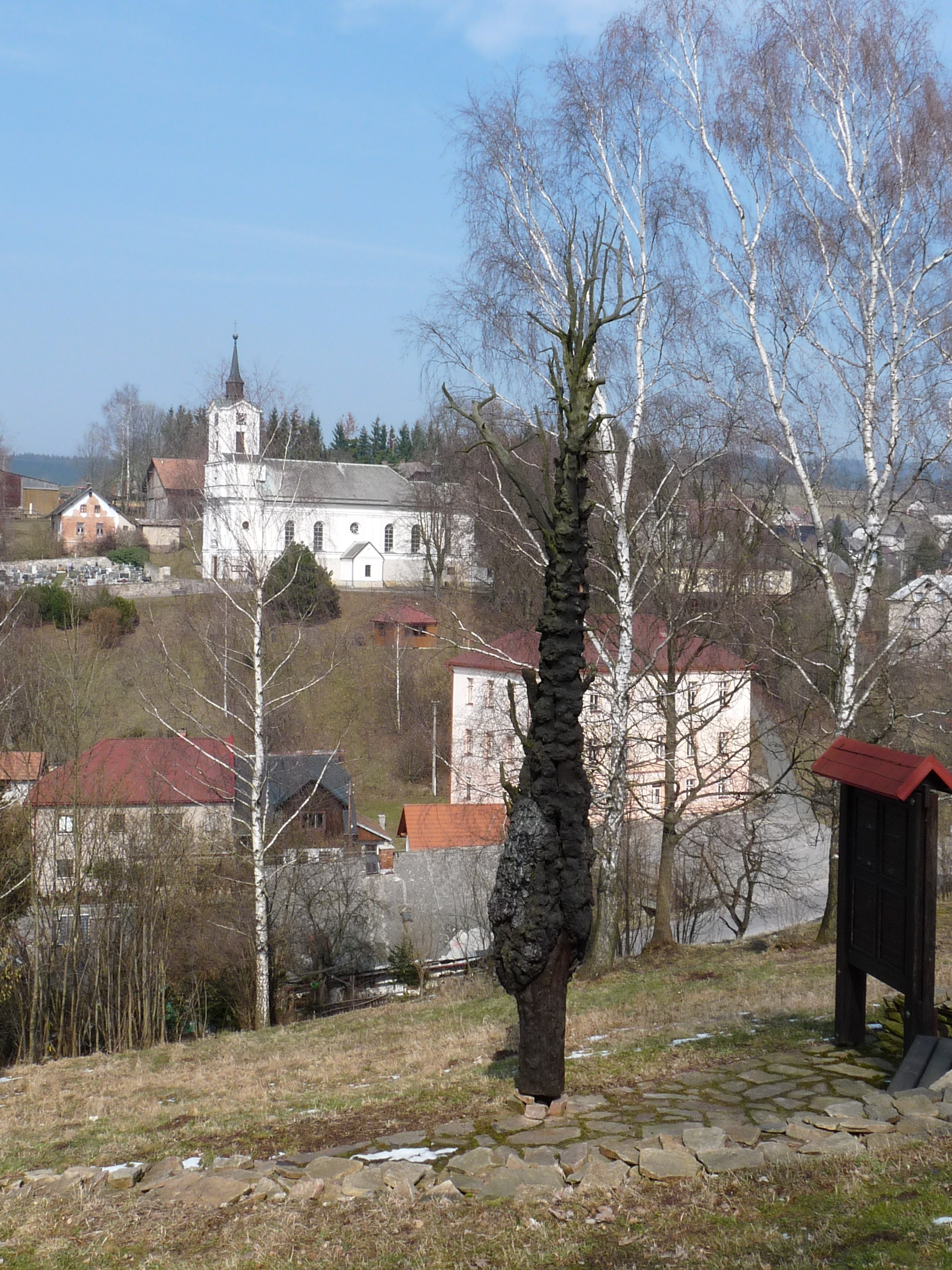
Torzo památného tisu
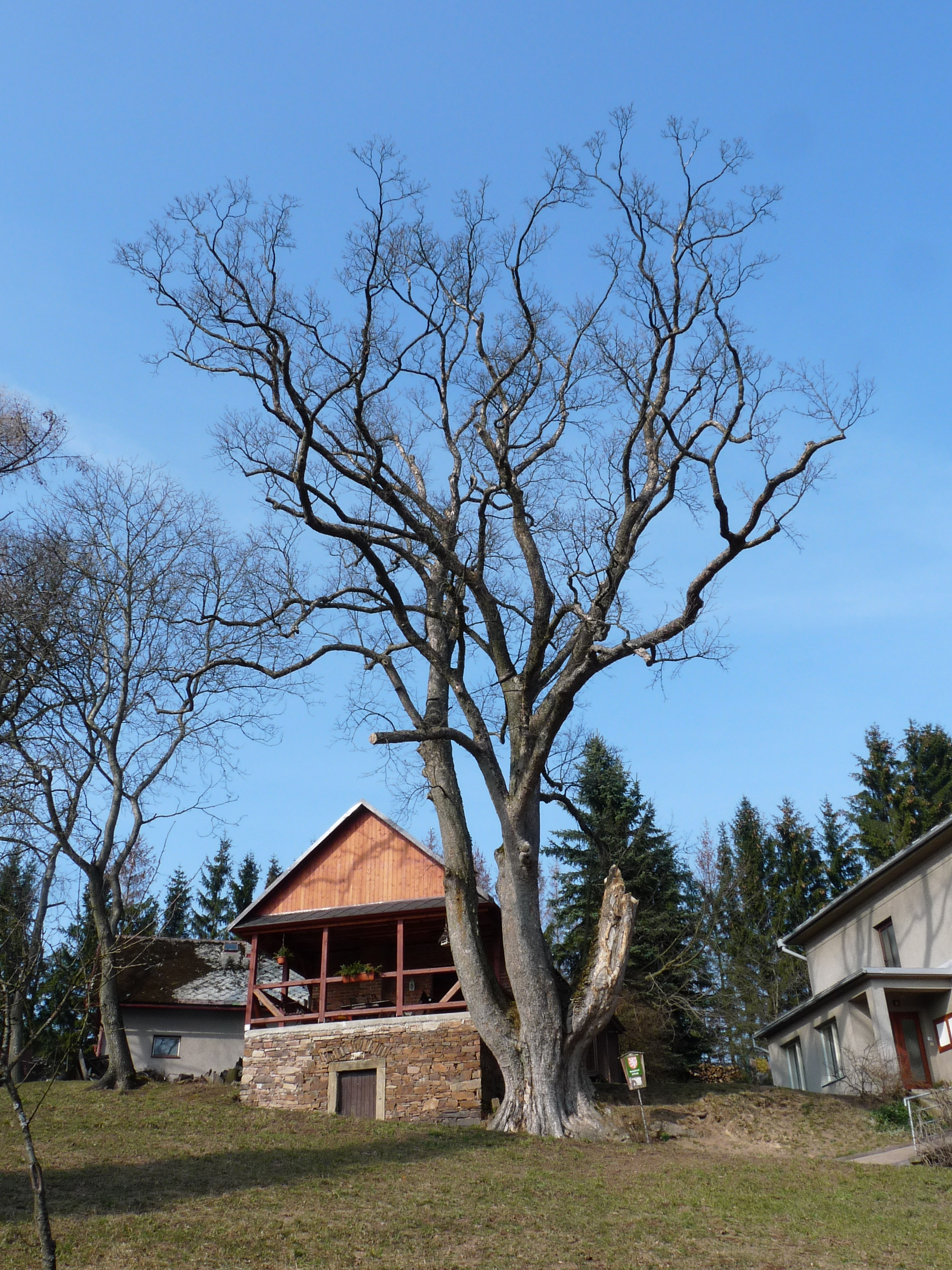
Javor klen
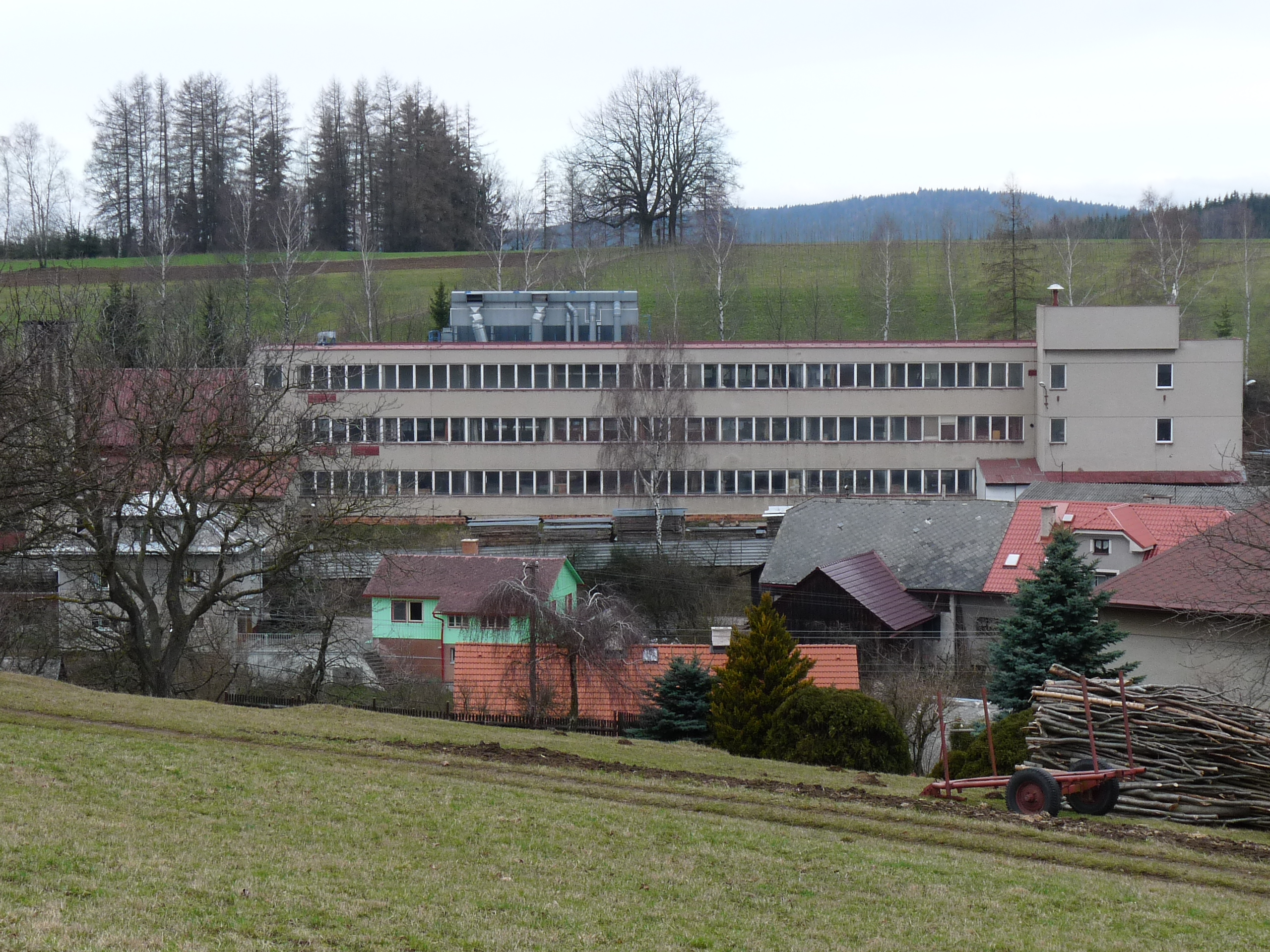
Dřevotvar
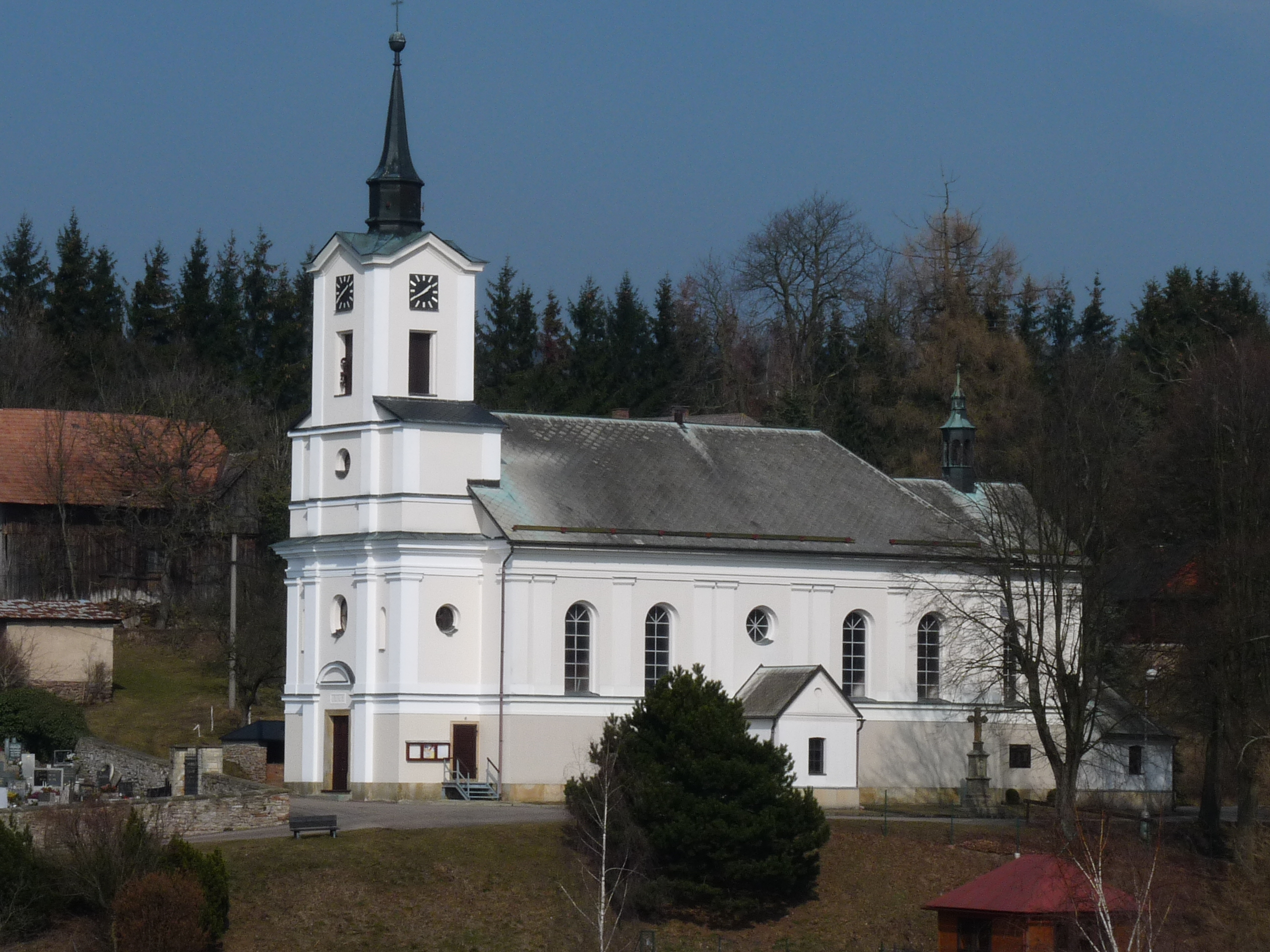
Kostel Nejsvětější trojice
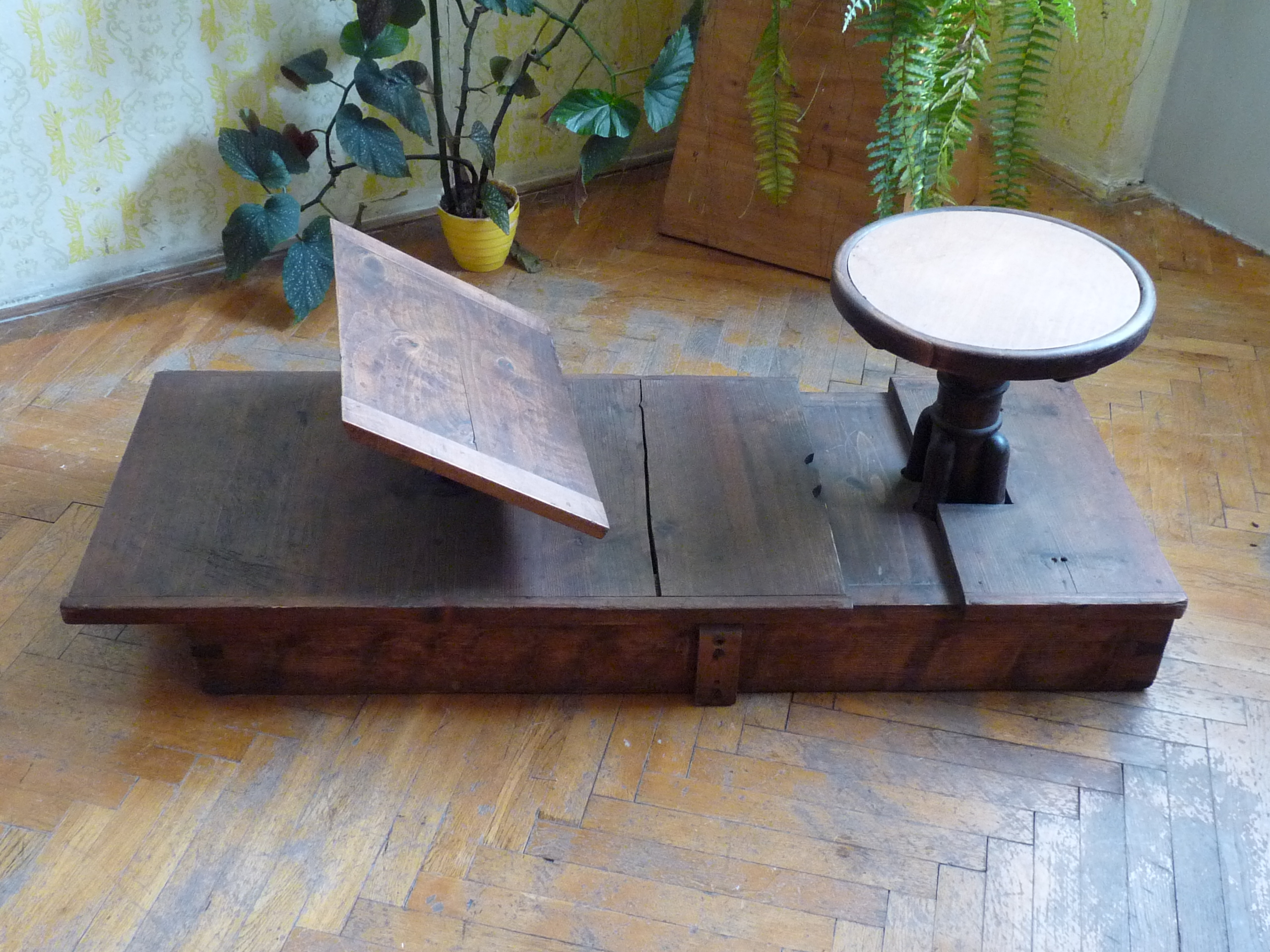
Lavice bezrukého Frantíka